# Fluxus

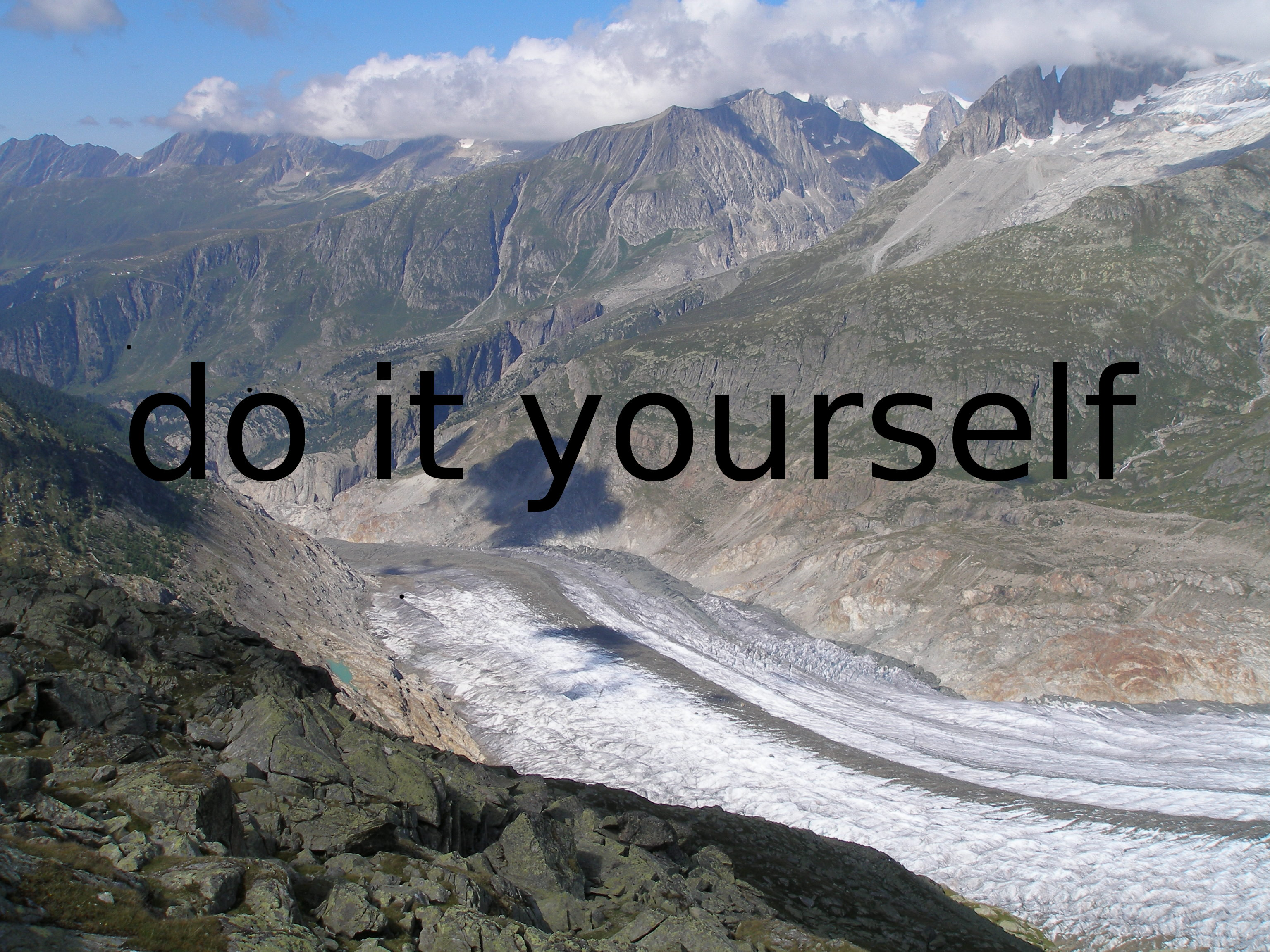
odkaz Fluxu, obálka katalogu Fluxu, kde tiché údolí drtí ledovcová moréna

Fluxus (fluxus – latinsky proud, tok, rozplynulý, rozteklý) je mezinárodní hnutí výtvarníků, skladatelů a designerů založené roku 1960 Litevcem Georgem Maciunasem /Jurgis Mačiūnas- výslovnost ma-čev-nas/ v New Yorku. Jedni z nejvýznamnějších členů jsou Yoko Ono, Joseph Beuys, Charlotte Moorman, Emmett Williams, Wolf Vostell a Nam June Paik.

## Vznik
Impuls ke vzniku hnutí Fluxus  dalo dílo Marcela Duchampa a díla dadaismu. Jednalo se o jakýsi druh neodada, kdy důležitý je názor či postoj umělce než klasický výstavní galerijní prostor, proti němu tvůrci vystupovali, zpochybňovali jej, ignorovali. Paradoxem zůstává, že mnohá díla, která měla být neprodejná, vytvořená z pomíjivých nestabilních materiálů, či existující jen na dokumentaci se stala objekty obchodu a byla nakoupena za vysoké částky. Oblíbené prostředky byly proto: akce-happening, instalace, prostředí-environment, představení-performance, objekt, hudba, zvuk, vůně, vizuální představa, či jen prožitek.

## Umělecké projevy
V základu bylo nejvíc ovlivněno experimentálními hudebními kompozicemi Johna Cage a východní filozofií. Členové hnutí hledali novou komunikaci a nové podoby umění- mail art- tedy něco jako korespondenční umění, kdy umělci zasílali svá díla poštou z celého světa, dnes je tato komunikace samozřejmě nahrazena mnohem snadnějším použitím internetu, typ Flux Boxes - obyčejných zpravidla neosobních nalezených krabiček- autoři mnoha z nich jsou např. Christo, Yoko Ono, či George Brecht. Princip spočíval v omezení prostorem, velikostí a často ve velmi neobvyklých, poetických či nelogických názvech.
Využívali principy dadaismu, Bauhausu a zen buddhismu, Snažili se popřít tzv. oficiální galerijní umění, které v USA představovalo umění establishmentu – tedy střední a vyšší vrstvy – ve východní Evropě to bylo zase oficiální socialistické umění a být jakýmsi undergroundem. Distancovali se od klasického vnímání umění jako je obraz, socha, melodie a snažili se prostřednictvím fúze všech médií – intermedialita – a uměleckých disciplín – hudby, jevištního a výtvarného umění a literatury, hledat nové způsoby řeči, dokonce až nové způsoby života.
Tvořili objekty a performance, které mají znaky minimalismu ovlivněné vědou jazykem, lingvistikou – Joseph Kossuth – či geologií, sedimenty – land art – filosofií – manifesty – sociologií – projekty měst, obydlí. Nam June Paik a jeho experimenty s videem a televizí, Karlheinz Stockhausen – hudební experimenty a zvukové skladby, kakofonie.
Ready-made či readymade, je již vytvořený artefakt, často průmyslový výrobek, neosobní, nalezený, kterému se umění propůjčí – jako např. Fontána Marcela Duchampa, což byl původně obyčejný pisoár, tím, že se vystaví jako umělecké dílo, či se s ním tak jedná a o něm tímto způsobem uvažuje. otcem této myšlenky byl Marcel Duchamp a jeho objekty, které měly větší úspěch ve Spojených státech než v Evropě.
Happening – diváci se účastní představení, které má často formu hry, procházky, různých úkolu, meditace, osobního obřadu atd. Z umělců happeningy organizoval Wolf Vostell, Milan Knížák. Zakladatelem tohoto pojmu je John Cage, který vytvářel první happeningy na Black Mountain College.
Performance – vytváří jej umělec a diváci jsou neaktivní, sledují kupř. start tryskového letadla na letišti – akce Wolfa Vostela v Západním Německu na vojenském letišti americké armády, houslistu hrajícího skladbu např. od Bacha na smetišti a jiné produkce, většinou mají blízko k surrealismu. kupř. experimentální hudba Johna Cage, která se skládá ze střídání rádiových stanic, podobné video experimenty s laděním televize atd. náhodná hudba...
Hnutí bylo na vrcholu v 60. letech 20. stol., převážně bylo populární v USA, Západním Německu, Japonsku a v Koreji. ovlivnilo ale celá šedesátá léta. Performance a happening dostal již své pevné místo ve výtvarném umění.
Michael Bracewell řekl o hnutí Fluxus v roce 1996:
„Cílem Fluxus bylo nastolit tvořivý zmatek použitím absurdních nebo humorných esencí. Hnutí mělo pochopení k domácí tvorbě, mělo poskytnout domov právě pro takovéto umělce jako byla třeba Yoko Ono, která vyhledávala koncepční nebo minimalistická sdělení a překonávala hranice umění a bytí. V díle Wall piece for orchestra (1962) klečela na pódiu a opakovaně mlátila hlavou do podlahy. Humor Fluxus měl vlastní hloubku.“

## Black Mountain College
Black Mountain College bylo experimantalni místo, středisko provázanosti kultury, vzdělání a života. Řada experimentů liberálního amerického poválečného umění se zrodila právě zde. Zde vznikl happening Johna Cage, avantgardní kultura beat generation, festivaly a řada akcí, které ovlivňovali vysokou uměleckou kulturu či tzv. pop culture. Masciunas se snažil zalozit nejake trvalejší středisko pokoušel se zakoupit ostrov, později se mu podařilo založit v Massachusetts kolonii "New Bauhaus", která se skládala ze 17 domů. Masciunas zemřel 9. května 1978. Často se termínem "fluxus" označují umělecké projevy šedesátých let, které nebyly součástí skupiny Fluxus, je to důkaz velkého vlivu, který tato skupina na umění té doby měla. I když vycházela z dada a mnohdy je označována teoretiky za neo-dada a bojovala proti komerčním galeriím a obchodu s uměním i tím, že vystavovala mimo muzea a díla z netrvanlivých materiálů, jsou jejich artefakty vysoce ceněny a dosahují až paradoxně vysokých částek.

## Umělci (výběr)
Výtvarníci, spisovatelé a skladatelé:
- Eric Andersen
- Ay-O
- Joseph Beuys
- Phil Bloom
- George Brecht
- Don Boyd
- Allen Bukoff
- Joseph Byrd
- John Cage
- Giuseppe Chiari
- Philip Corner
- Gautam Dasgupta
- Jean Dupuy
- Oyvind Fahlstrom
- Robert Filliou
- Henry Flynt
- Ken Friedman
- Jacques Halbert
- Al Hansen
- Beck Hansen
- Geoffrey Hendricks
- Dick Higgins
- Ruud Janssen
- Ray Johnson
- Joe Jones
- Bengt af Klintberg
- Milan Knížák
- Alison Knowles
- Takehisa Kosugi
- Philip Krumm
- Shigeko Kubota
- George Landow
- Vytautas Landsbergis
- György Ligeti
- Jackson Mac Low
- George Maciunas
- Barry McCallion
- Jadis Mercado
- Gustav Metzger
- Larry Miller
- Charlotte Moorman
- Yoko Ono
- Genesis P-Orridge
- Nam June Paik
- Ben Patterson
- Terry Riley
- Dieter Roth
- Carolee Schneemann
- Litsa Spathi
- Daniel Spoerri
- Yasunao Tone
- Cecil Touchon
- Ben Vautier
- Natasha Vita-More
- Cynthia Von Buhler
- Wolf Vostell
- Yoshi Wada
- Emmett Williams
- La Monte Young
- Christian Xatrec

## Teoretici, kritici spojení s hnutím
- Thomas Albright
- Simon Anderson
- Philip Auslander
- Marianne Bech
- Mark Bloch
- Ina Blom
- Walter Cianciusi
- Bertrand Clavez
- Ina Conzen
- David Doris
- Stephen C Foster
- Peter Frank
- Adrian Glew
- Emily Harvey
- Jon Hendricks
- Hannah Higgins
- Judith Hoffberg
- Sidney Huttner
- Jill Johnston
- Thomas Kellein
- Henry Martin
- Jonas Mekas
- Estera Milman
- Barbara Moore
- Karen Moss
- Harry Ruhé
- Craig Saper
- Jean Sellem
- Kristine Stiles
- Owen Smith
- Nicholas Zurbrugg

## Hlavní sbírky a archivy
- Alternative Traditions in Contemporary Art, University Library and University Art Museum, University of Iowa, Iowa City, Iowa, USA
- Archiv Sohm, Stadtsgalerie Stuttgart, Stuttgart, Německo
- Archivio Conz, Verona, Itálie
- Artpool, Budapešť, Maďarsko
- Nadace Emily Harvey, New York, New York a Benátky, Itálie
- Sbírka Fluxus, Fluxus West in England Papers, Archivy Tate Gallery, The Tate Gallery, Londýn, Anglie
- Sbírka Fluxus, Walker Art Center, Minneapolis, Minnesota, USA
- Archiv Franklin Furnace, Museum moderního umění, New York, USA
- Sbírka George Maciunas, The Hood Museum of Art, Dartmouth College, Hanover, USA
- Nadace Gilbert and Lila Silverman, Detroit, Michigan a New York, New York, USA
- Archiv Jean Brown, Getty Center for the History of the Arts and Humanities, Los Angeles, Kalifornie, USA

Robert Cyprich, Slovakia